# 浮罗交怡国际海事与航空展
浮罗交怡国际海事与航空展（英語：Langkawi International Maritime and Aerospace Exhibition，簡稱LIMA），是自1991年起每两年在马来西亚浮罗交怡举办的海事及航空航天展览会，而且逢奇数年舉辦。2021年受新冠疫情停办一届，2023年恢復舉辦。該展會主要侧重军火工业 。